# Nysz-2
Nysz-2 (ros. Ныш-2) – wieś w Rosji, w obwodzie sachalińskim, w rejonie noglickim. W 2021 była niezamieszkana.